# دولس ات دکروم است

با پشتی خمیده، چون گداهای پیر زیرِ بارِ گونی،

با زانوانی خالی از توان،

مانند عجوزه‌ها سرفه می‌کردیم،

در گذر از لجنزارها، زمین و زمان را نفرین می‌کردیم؛

تا آنکه به شراره‌های جاویدان پشت کردیم

و افتان و خیزان به سمت استراحتگاه‌مان در دوردست روانه می‌شدیم.

مردان در خواب رژه می‌رفتند،

خیلی‌ها چکمه‌هایشان را گم کرده بودند،

اما لنگان لنگان، با تنی خون‌آلود، کورکورانه به راهشان ادامه می‌دادند…

مدهوش از رنج و خستگی؛

کَر، حتی نسبت به صدای پیوسته بمب‌های گازی که در پشت سرشان می‌باریدند:

«گاز! گاز! زود باشید، پسران!» سرگردانی جنون‌آمیز،

بر سر گذاشتنِ به موقع کلاه‌های سربازی فلزیِ زُمخت،

امّا هنوز یک نفر فریاد می‌زد و تلوتلو می‌خورد،

و مانند مردی در آتش یا آهک دست و پا می‌زد.

از میان شیشه‌های مه‌آلود و نورِ سبزِ غلیظ،

گویی زیر دریایی سبز، غرق شدنش را دیدم.

در تمامِ رویاهایم، در برابر دیدگان بی‌پناهم،

او به سمت من غوطه‌ور می‌شود، شنا می‌کند، خفه می‌شود و غرق می‌شود.

اگر در کابوسی چنین نفس‌گیر با من همراه می‌شدی،

در پشت واگنی که او را در آن انداختیم،

و به چشمان سفیدی که در صورتش نمایان بودند، نگاه می‌کردی،

در صورت آویزان او، مانند شیطانی خسته از گناه؛

اگر می‌توانستی در هر تکان صدای خون را بشنوی،

– صدای خونی که در ریه‌های کف‌آلودش غرغره می‌شد –

کریه مانند سرطان،

تلخ مانند نشخوار تنباکوی فاسد،

مانند زخم‌های لاعلاج روی زبان؛

آنگاه، ای دوست من،

دیگر با شور و شوق

برای کودکانی تشنهٔ افتخارهای بی‌ثمر

بازگو نمی‌کردی آن دروغِ کهنه را:

Dulce et decorum est

Pro patria mori.

(شیرین و شایسته است، مردن برای میهن)

«شیرین و شایسته است» (به لاتین: Dulce et Decorum Est) شعری است که توسط ویلفرد اوون در طول جنگ جهانی اول سروده شده و پس از مرگش در سال ۱۹۲۰ منتشر شده است. عنوان لاتین آن از بیتی از شاعر رومی هوراس گرفته شده است: Dulce et decorum est pro patria mori. در فارسی معنای آن «شیرین و شایسته است، مردن برای میهن.» می‌شود. این شعر یکی از مشهورترین آثار اوون است؛ این شعر به خاطر توصیف وحشتناک و محکومیت جنگ شناخته شده است. این شعر در نیمه اول اکتبر ۱۹۱۷ در کریگلاکهارت نوشته شد و بعداً احتمالاً در اسکاربورو، اما شاید در ریپون، بین ژانویه و مارس ۱۹۱۸ مورد بازنگری قرار گرفت. قدیمی‌ترین نسخه خطی شناخته شده مربوط به ۸ اکتبر ۱۹۱۷ است و خطاب به مادر شاعر، سوزان اوون، با این یادداشت است: «این یک شعر گاز است که دیروز سروده شده است (که خصوصی نیست، اما نهایی نیست)».

## خلاصه
متن شعر صحنه‌ای از خط مقدم جنگ جهانی اول را نشان می‌دهد: گروهی از سربازان بریتانیایی در حال حرکت، مورد حملهٔ گاز کلر قرار می‌گیرند. گلوله‌های گاز منفجر می‌شوند و یکی از سربازان دیر ماسک گاز خود را می‌گذارد. گویندهٔ شعر تأثیرات هولناک گاز بر او را توصیف کرده و نتیجه می‌گیرد هر کسی که واقعیت جنگ را از نزدیک ببیند، دیگر شعار نادرست «شیرین و شایسته است مردن برای میهن» را تکرار نمی‌کند. خود اوون سربازی بود که در طول جنگ جهانی اول در خط مقدم خدمت می‌کرد و شعر او بیانیه‌ای در مورد نوعی از قساوت جنگی است که شاعر شخصاً تجربه کرده است.

## عنوان
عنوان این شعر به معنای «شیرین و سزاوار است» می‌باشد. عنوان و عبارت لاتین دو سطر پایانی از جملهٔ Dulce et decorum est pro patria mori گرفته شده‌اند که توسط شاعر رومی، هوراس (کوینتوس هوراتیوس فلاکوس) نوشته شده است.
| Dulce et decorum est pro patria mori: mors et fugacem persequitur virum nec parcit inbellis iuventae poplitibus timidoque tergo. | شیرین و شایسته است که انسان برای میهن بمیرد؛ مرگ حتی مرد گریزان را نیز دنبال می‌کند، و نه به جوانان بی‌جنگ‌افزار رحم می‌کند، نه به زانوهای لرزان و نه به پشتِ ترس‌خورده‌شان. |
| —Ode III.2.13 | |

این کلمات در آغاز جنگ به خوبی شناخته شده بودند و اغلب توسط حامیان جنگ نقل می‌شدند و بنابراین، برای سربازان آن دوران اهمیت ویژه‌ای داشتند. در سال ۱۹۱۳، جملهٔ «Dulce et decorum est pro patria mori» بر روی دیوار کلیسای کوچک کالج نظامی سلطنتی سندهرست حک شد. اوون در بند پایانی شعر خود از این جمله به عنوان «دروغ قدیمی» یاد می‌کند.
در مورد نحوه تلفظ عبارت لاتین هنگام خواندن شعر با صدای بلند، ابهاماتی وجود دارد. اساساً سه گزینه وجود دارد:
1. تلفظ سنتی انگلیسی لاتین، که تا اوایل قرن بیستم رایج بود – ‎/ˈdʌlseɪ ɛt dɪˈk[invalid input: 'ɔ:r']əm ˈɛst proʊ ˈpeɪtriə ˈm[invalid input: 'ɔ:r']aɪ/‎ DUL-say et dih-KOR-əm EST proh PAY-tree-ə MOR-eye.
2. تلفظ ایتالیایی یا کلیسایی لاتین، که در زمان اوون در کلیساهای کاتولیک رومی و آنگلیکان استفاده می‌شد و امروزه نیز در کلیسای کاتولیک همچنان مورد استفاده قرار می‌گیرد – [ˈdultʃe et deˈkorum ˈest pro ˈpatria ˈmori].
3. تلفظ لاتین کلاسیک که توسط محققان در قرن نوزدهم بازسازی شد و عموماً از اوایل دهه ۱۹۰۰ در مدارس تدریس می‌شد – [ˈdʊɫke: ɛt dɛˈko:rũ: ˈɛst pro: ˈpatria: ˈmɔri:].

دوران تحصیل خود اوون در زمانی بود که آموزش تلفظ لاتین در حال گذار بود و بنابراین - بدون دانستن اینکه خودش چگونه این عبارت را تلفظ می‌کرده است - هر یک از سه نسخه را می‌توان قابل قبول دانست. بر اساس طرح قافیه، نسخه اول کمترین احتمال را دارد.

## ساختار

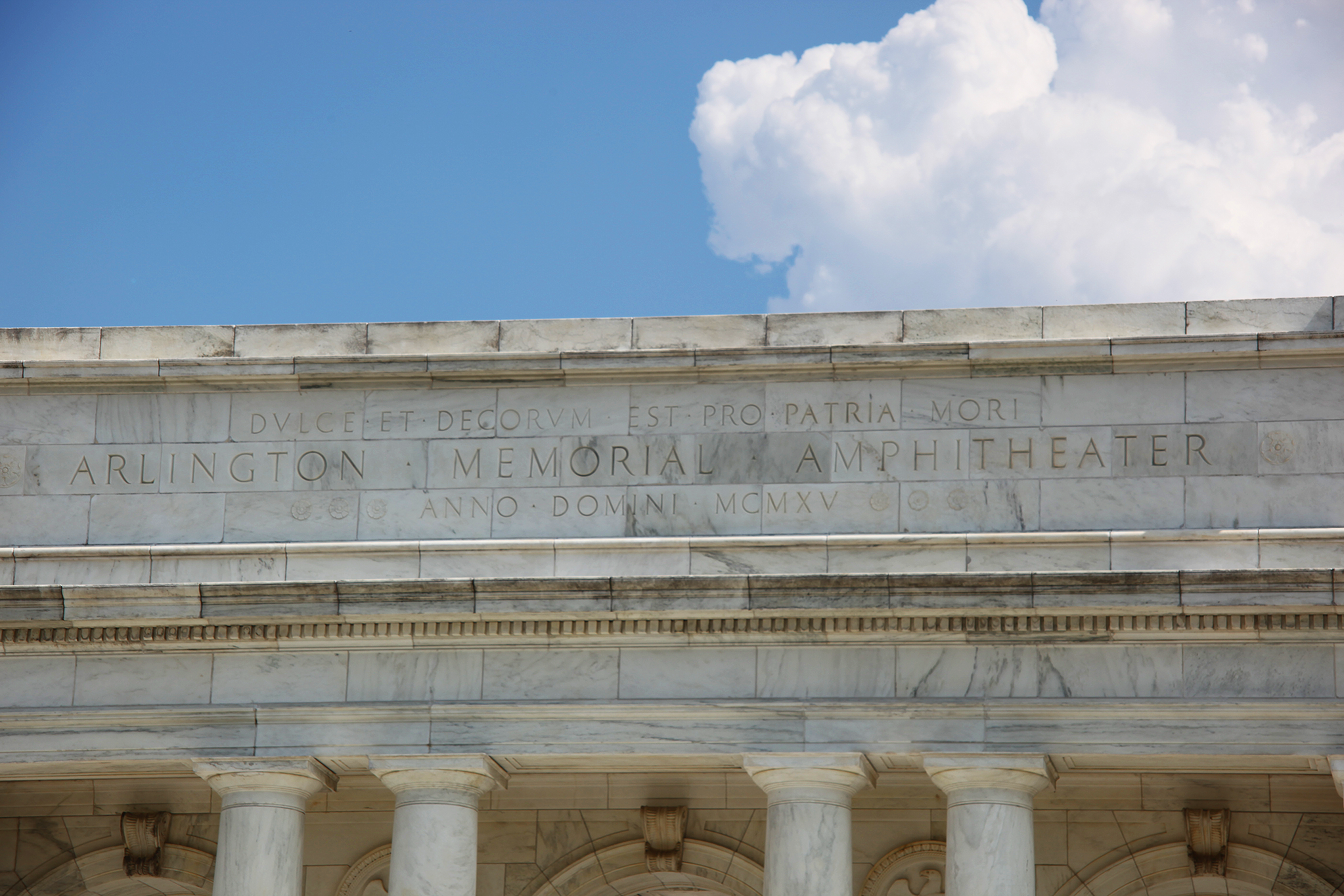
جزئیات کتیبه بالای ورودی پشتی آمفی تئاتر یادبود آرلینگتون. روی کتیبه نوشته شده است: «Dulce et decorum est pro patria mori» که توسط شاعر رومی هوراس نوشته شده است.

سبک شعر «Dulce et Decorum Est» شبیه به قالب شعری بالاد فرانسوی است. اوون با ارجاع به این قالب شعری رسمی و سپس شکستن قراردادهای الگو و قافیه‌بندی، برآشفتگی و بی‌نظمیِ رویدادهایی که روایت می‌کند، تأکید می‌گذارد. هر بند از شعر از نظر قافیه‌پردازی ساختار سنتی دارد و از دو چهارپاره (quatrain) در قالب یامبیک پنج‌هجایی (iambic pentameter) تشکیل شده که در آن چند جایگزینی اسپوندئیک (دو هجای تأکیدی) هم دیده می‌شود. این ویژگی‌ها باعث می‌شود شعر با آهنگی نزدیک به گفتار روزمره و با وضوحی طبیعی خوانده شود.
این شعر در دو بخش است که هر کدام ۱۴ سطر دارند. بخش اول شعر (۸ سطر اول و بندهای ۶ سطری دوم) در زمان حال نوشته شده است، زمانی که حادثه اتفاق می‌افتد و همه به وقایع اطراف خود واکنش نشان می‌دهند. در بخش دوم (بند سوم ۲ سطری و بند آخر ۱۲ سطری)، راوی گویی از فاصله‌ای دور به آن وحشت نگاه می‌کند: او به آنچه رخ می‌دهد دوبار به شکل «رؤیایی» اشاره می‌کند، انگار ایستاده و تماشا می‌کند یا حتی خاطره‌اش را بازمی‌خواند. تفسیر دیگری این است که این سطرها را به معنای دقیقشان بخوانیم. «در همه رویاهایم» ممکن است به این معنی باشد که این فرد مبتلا به شوک انفجاری، توسط دوستی که در خون خود غرق شده است، تسخیر شده است و نمی‌تواند بدون مرور وحشت شبانه بخوابد. دو بخش ۱۴ سطری شعر، سبک شاعرانه رسمی غزل را استفاده می‌کند، اما نسخه‌ای شکسته و ناآرام از این قالب هستند. این شعر توسط بسیاری به عنوان یکی از بهترین اشعار جنگی که تاکنون نوشته شده است، در نظر گرفته می‌شود. 

## ترکیب‌بندی
در ماه مه ۱۹۱۷، اوون به نوراستنی (موج‌گرفتگی) مبتلا شد و برای بهبودی به بیمارستان کریگلاکهارت در نزدیکی ادینبورگ فرستاده شد. اوون در حالی که در بیمارستان تحت درمان بود، سردبیر مجله بیمارستان هیدرا شد و با شاعر زیگفرید ساسون آشنا شد، کسی که تأثیر عمده‌ای بر زندگی و کار او گذاشت و پس از مرگ نابهنگامش در سال ۱۹۱۸، در سن ۲۵ سالگی، نقش مهمی در انتشار اشعار اوون ایفا کرد. اوون تعدادی از مشهورترین اشعار خود، از جمله چندین پیش‌نویس از «Dulce et Decorum Est»، «رؤیای سرباز» و «سرود برای جوانان محکوم به فنا» را در کریگلاکهارت نوشت.

تنها پنج شعر از اشعار اوون در طول زندگی‌اش منتشر شد. با این حال، پس از مرگش، پیش‌نویس‌های دست‌نویس شلوغ او توسط زیگفرید ساسون با کمک ادیت سیتول (در سال ۱۹۲۰) و ادموند بلاندن (در سال ۱۹۳۱) گردآوری و در دو نسخه مختلف منتشر شد.